# Laurent Faletti
Pas d'image ? Cliquez ici

a Compétitions nationales et continentales officielles uniquement.

b Matchs officiels uniquement.
Laurent Faletti, né le 22 mars 1939 à Sale Marasino (Italie) et mort le 1er août 2007 à Carcassonne, est un joueur de rugby à XIII international français évoluant au poste de pilier dans les années 1960.
Il joue en club avec l'AS Carcassonne où il prend part aux titres de Championnat de France en 1966 et 1967 avec Jean Barthe, Pierre Escourrou et René Ségura, ainsi qu'à un titre de la Coupe de France en 1963.
Fort de ses performances en club, il côtoie l'équipe de France et compte six sélections obtenues entre 1963 et 1964 affrontant l'Australie et la Grande-Bretagne.

## Biographie

### Palmarès
- Collectif :
  - Vainqueur du Championnat de France : 1966 et 1967 (Carcassonne).
  - Vainqueur de la Coupe de France : 1963 (Carcassonne).
  - Finaliste de la Coupe de France : 1960 (Carcassonne).

### Détails en sélection
| 1. | 3 avril 1963     | Grande-Bretagne | 4-42  | Test-match | Pilier | - | - | - | - |
| 2. | 8 décembre 1963  | Australie       | 8-5   | Test-match | Centre | - | - | - | - |
| 3. | 22 décembre 1963 | Australie       | 9-21  | Test-match | Centre | - | - | - | - |
| 4. | 18 janvier 1964  | Australie       | 8-16  | Test-match | Centre | - | - | - | - |
| 5. | 8 mars 1964      | Grande-Bretagne | 5-112 | Test-match | Pilier | - | - | - | - |
| 6. | 13 juin 1964     | Australie       | 6-20  | Test-match | Pilier | - | - | - | - |